# دهوبا
دهوبا (به انگلیسی: Dhoba) یک منطقهٔ مسکونی در پاکستان است که در خیبر پختونخوا واقع شده‌است. دهوبا ۱٬۱۰۱ متر بالاتر از سطح دریا واقع شده‌است.